# Matança de Cholula
La matança de Cholula va ser un atac realitzat entre el 18 i el 23 d'octubre de 1519 a la ciutat mesoamericana de Cholula per les tropes militars del conqueridor espanyol Hernán Cortés en la seva ruta cap a la ciutat del Mèxic-Tenochtitlán.

## Història
La causa, segons expliquen les tropes d'Hernán Cortés i ell mateix, va ser per motius preventius, ja que tenien la sospita que es podia realitzar una possible emboscada dins la ciutat de Cholula. Així doncs, Pedro de Alvarado (conegut amb el sobrenom de Tonatiuh) va manar la realització de la massacre, ja que considerava que es tractava d'una trampa per part dels Mexiques (poble mesoamericà que va fundar Mèxic-Tenochtitlán).
El 18 d'octubre de 1519 les tropes espanyoles, liderades per Hernán Cortés i els seus aliats de la república de Tlaxcala van realitzar una matança a la ciutat de Cholula. Aquesta massacre va ser una de les accions bèl·liques més radicals. Les seves víctimes van comprendre des dels governants, sacerdots, etc. fins a la població civil desarmada.
Basant-nos en les diverses versions que coneixem, podem identificar 4 atacs diferents:
- L'atac a les classes altes (senyors i sacerdots) de Cholula, els quals ja havien estat convocats prèviament per Hernán Cortés. Va morir gran part d'aquest grup, entre aquestes morts podem destacar la del Tláquiach o "senyor principal" de Cholula. Els que no van ser assassinats van esdevenir presoners i van ser, posteriorment, alliberats.
- El segon atac va ser contra els ajudants indígenes que es trobaven reunits al pati del palau on hi havia les tropes espanyoles. Aquests ajudants creien que la seva tasca seria ajudar els missioners espanyols a partir en direcció a Mèxic-Tenochtitlan. Dins d'aquest atac trobem dues versions: una que ens assegura que els indígenes eren desarmats, i una altra, la de Díaz del Castillo, que afirma que eren guerrers en possessió d'armes.[2]
- El tercer acte bèl·lic va ser contra la població civil. Aquest va ser realitzat tant per les tropes espanyoles com per les de la Tlaxcala. Aquest atac va ser el més llarg, ja que es va dur a terme durant dos dies, al llarg dels quals, a part dels nombrosos assassinats, van tenir lloc saqueigs, violacions i captures d'esclaus.
- L'últim atac del qual tenim constància per les declaracions és el que va tenir lloc contra el temple de Quetzalcóatl. La tàctica que es va fer servir per dur a terme aquest atac va ser la crema del temple, fent així que els sacerdots i guerrers, que prèviament havien estat assetjats a la punta del temple, morissin cremats o es llencessin al buit. Segons assegura López de Gómara (militar de les tropes espanyoles): "Els ho vam demanar, però no es van rendir, i així, es van cremar amb el foc que ells van encendre, queixant-se als seus déus perquè no els estaven ajudant ni a ells, ni defensaven la seva ciutat".[3]

Aquesta massacre va tenir un gran impacte, ja que la violència sense precedents i la destrucció d'un dels temples més importants dedicat a un dels déus més poderosos de Mesoamèrica va sembrar la por a les tropes espanyoles per tot el territori.